# Ferdinand Jacob Nieuwenhuis

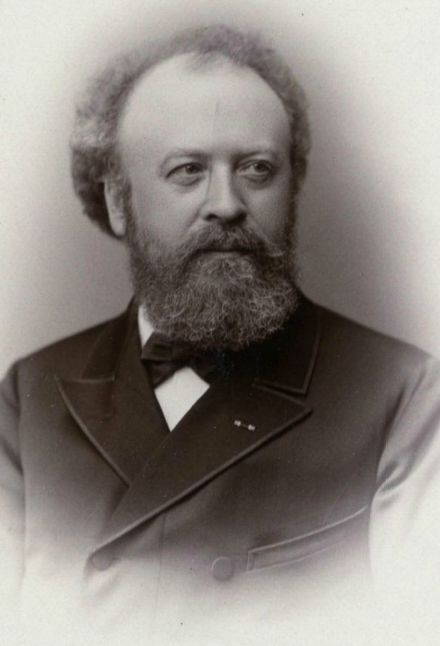
Ferdinand Jacob Nieuwenhuis

Ferdinand Jacob Nieuwenhuis (Woerden, 9 augustus 1848 - Utrecht, 16 februari 1919) was een Nederlands architect. Tussen 1890 en 1915 was hij directeur van gemeentewerken in Utrecht.
Nieuwenhuis studeerde aan de Polytechnische School te Delft en aan de Bauakademie in Berlijn. In 1890 werd Nieuwenhuis de Utrechtse stadsbouwmeester en directeur van gemeentewerken als opvolger van Cornelis Vermeijs. In deze betrekking hield hij zich onder meer bezig met de restauratie van de Domtoren.

## Levensloop

### Jeugd en opleiding
Nieuwenhuis was het vijfde kind van Coenraad Jacobus Nicolaas Nieuwenhuis (1813-1881) en Augusta Nyegaard (1818-1879) uit Denemarken. Zijn vader was doctor in de rechtsgeleerdheid en werkte als advocaat in Leiden en Amsterdam. Omstreeks 1846 werd hij kantonrechter in Woerden en later in Utrecht raadsheer bij het Provinciale Gerechtshof.
Na basisonderwijs op de school van de heer Nijland in Utrecht, doorliep Nieuwenhuis de Technische School in Utrecht die destijds onder leiding stond van Peter Dietrich Grothe. De Technische School in Utrecht was destijds een van de weinige scholen waar leerlingen zich konden voorbereiden op een hogere technische opleiding.
In 1866 ging Nieuwenhuis studeren aan de Polytechnische School te Delft. Nieuwenhuis volgde colleges in de bouwkunde en in de water- en bruggenbouw. Bouwkunde was nog geen zelfstandige afdeling binnen de Polytechnische School, pas in 1901 werd dit een zelfstandige afdeling om het bouwkundig onderwijs te verbeteren. Nieuwenhuis kreeg college van Eugen Gugel, die in 1864 werd aangesteld door Thorbecke als eerste Delftse hoogleraar bouwkunde. Nadat Nieuwenhuis zijn opleiding aan de Polytechnische School afsloot in 1869, vertrok hij in 1870 op 22-jarige leeftijd naar Berlijn om te studeren aan de Bauakademie om zich verder te bekwamen in de architectuur.

### De praktijkjaren
Na zijn studie in Berlijn werd hij opzichter bij de Staatsspoorwegen. Vanaf 1872 was hij assistent-leraar bouwkunde bij Gugel en leraar geschiedenis der bouwkunde aan de Academie Rotterdam. In deze tijd werkte hij ook bij het bureau van E.H. Gugel waarbij hij meewerkte aan en assisteerde in de uitvoering van verscheidene bouwprojecten.
In 1875 ging hij werken als zelfstandig architect in Utrecht en vestigde daar zijn eigen architectenbureau. In datzelfde jaar volgde Nieuwenhuis Kamperdijk op bij de restauratie van de Domkerk in Utrecht.
In 1882 trad Nieuwenhuis toe tot het hoofdbestuur van de Maatschappij ter Bevordering van de Bouwkunst en werd voorzitter van de afdeling Utrecht. Ook was hij lid van de restauratiecommissie van het Binnenhof in Den Haag. Later schreef hij hier nog een artikel over getiteld 'Grafelijke Zalen'. In 1883 ging Nieuwenhuis werken als gemeenteraadslid van Utrecht en werd opzichter van de kerkgebouwen van de Hervormde Gemeente in Utrecht. Als gemeenteraadslid zat hij in diverse commissies, waaronder de Commissie tot Advies voor de publieke werken en lid van de eerste Utrechtse Gezondheidscommissie.

### Directeur Gemeentewerken Utrecht (1890-1915)
Nadat de Utrechtse stadsbouwmeester Cornelis Vermeijs in 1890 zijn functie neerlegde vanwege gezondheidsredenen, volgde Nieuwenhuis hem op als directeur Gemeentewerken Utrecht. Hij was daar verantwoordelijk voor het beheer van alle gemeentegronden, gebouwen, openbaar groen, de havens en de begraafplaatsen, de uitvoering van plaatselijke werken, het wegen-, spoor- en waternet en de riolering. Ook was hij verantwoordelijk voor de bouwpolitie die uitzicht oefent op de uitvoer van verordeningen. In 1906 werd het beheer overgedragen aan het in dat jaar aangestelde Grondbedrijf, aangezien de gemeente steeds meer grond verwierf. Hij hield deze functie 25 jaar, tot 1915.
In deze jaren hield hij zich niet alleen bezig met afzonderlijke ontwerpen in de taak als directeur gemeentewerken. Hij bleef nog wel jurylid bij verschillende prijsvragen van de Maatschappij tot Bevordering der Bouwkunde. Hij ontwierp in zijn eerste jaar al een stadsuitbreiding, maar deze werd grotendeels niet uitgevoerd. Ook was hij lid van de Staatscommissie voor de spoorwegen die onderzocht hoe Utrecht kon uitbreiden in de toekomst. Op basis van aanbevelingen maakte hij een stedenbouwkundig ontwerp, dat ook nagenoeg niet werd uitgevoerd.

### De laatste jaren
In 1915 kreeg hij een onderscheiding en werd hij benoemd tot erelid van de Vereeniging tot bevordering der bouwkunst te Utrecht. Toen Nieuwenhuis 25 jaar directeur Gemeentewerken was, werd er een boekwerk gemaakt met de werken die onder zijn leiding waren gemaakt.
Na zijn pensioen in 1915 leefde Nieuwenhuis nog vier jaar in Utrecht tot zijn 70ste, waarna hij overleed op 16 februari 1919. C. Muysken noemde Nieuwenhuis in zijn in memoriaalbericht in het Bouwkundig Weekblad een ‘hoogst bescheiden’ man ‘met groote toewijding’ met een ‘vast en edel karakter en als een oprechten trouwen vriend.’.
In Het Utrechts Archief is een bijzonder project van Nieuwenhuis te vinden dat laat zien dat zijn interesse niet alleen bij bouwkunde ophield. Hij heeft op papier in een grafische voorstelling de machtsverhoudingen over de eeuwen heen van de verschillende wereldrijken getekend. In een helder overzicht zijn de complexe machtswisselwerkingen die op de gebieden van Nederland en omstreken betrekking hebben te zien. Dit getuigt van een scherpe geest die nauwgezet te werk gaat.

### Personalia
Nieuwenhuis trouwde in 1877 in Straatsburg met de Duitse Josephine Philippine Janitsch. Zij kregen vijf kinderen, onder wie schilderes Elisabeth Francisca Nieuwenhuis. Hun tweede kind overleed voor zijn tweede verjaardag.

## Werk
Nieuwenhuis heeft veel ontwerpen als directeur Gemeentewerken op zijn naam staan, maar hij heeft ook veel ontwerpen als particulier architect gemaakt. Enkele werken zijn de verbouwing van de Eerste Kamer van de Staten-Generaal en het Ministerie van Waterstaat aan het Binnenhof in Den Haag, het Academiegebouw in Utrecht in samenwerking met E.H. Gugel, Sociëteit Phoenix te Delft en de officierswoningen in Amsterdam, waarvoor hij later het Ridderkruis van de Oranje-Nassau-orde kreeg. Ook staan er op zijn naam veel scholen (onder andere in de gemeenten Brielle, Nieuwenhoorn, Lopik, Hellevoetsluis, Dirksland en Beesd) en kerken (nieuwbouw kerkgebouw met toren te Wilnis en de Remonstrantse kerk in Utrecht en de restauraties van de Jacobikerk, Janskerk, Buurkerk en Domkerk in Utrecht).

### Als zelfstandig architect

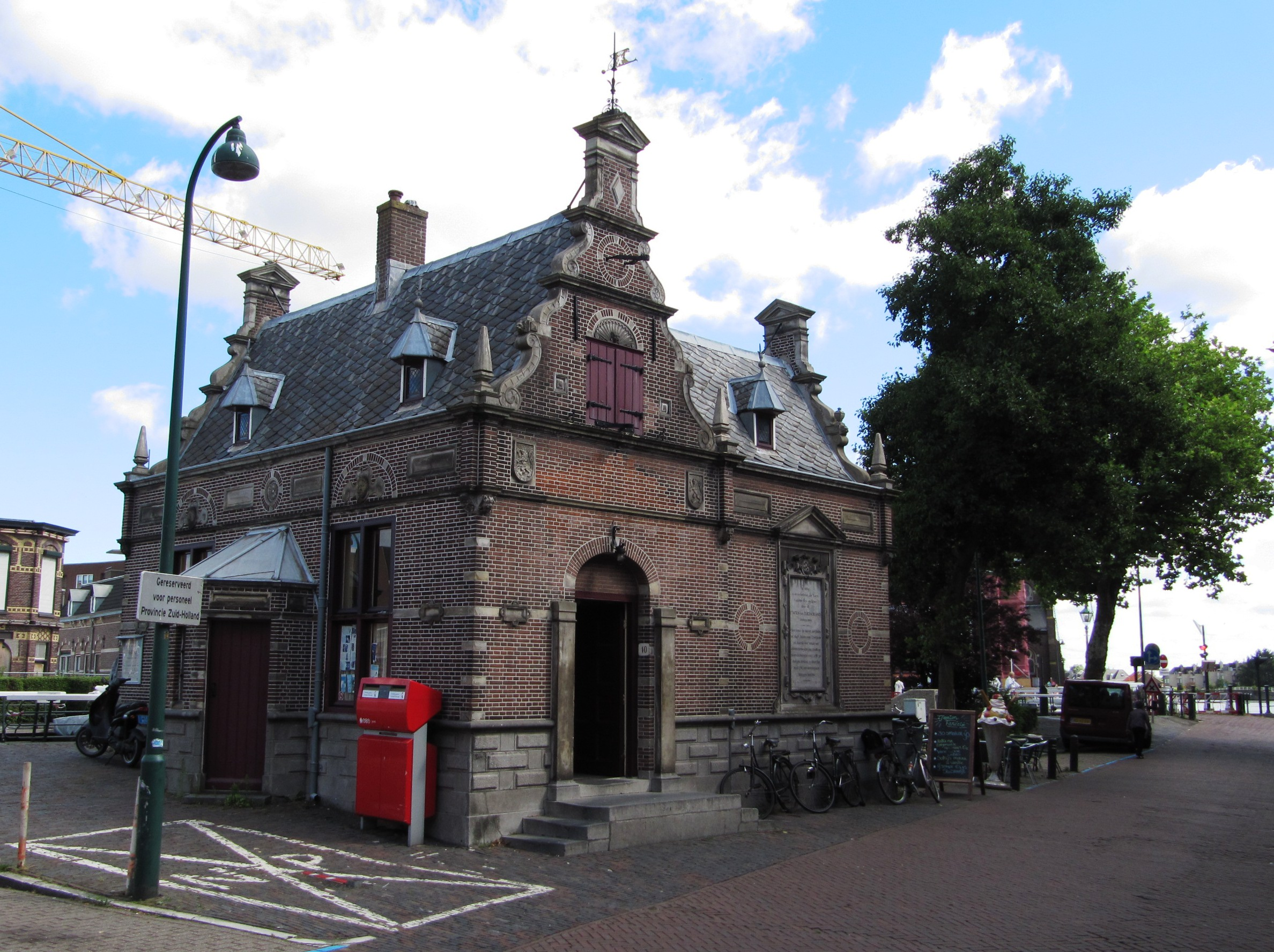
Sluiswachtershuis, Leidschendam.

- 1875 Utrecht: Fysisch Laboratorium, Bijlhouwerstraat 8[10]
- 1877 Utrecht: ontwerp Eendrachtszuil, Lepelenburg (niet uitgevoerd)[11]
- 1877-1878 Delft: Sociëteitsgebouw Phoenix
- 1877-1878 Wilnis: Hervormde Kerk[12]
- 1877-1892 Utrecht: Restauratie Domtoren
- 1878-1890 Amsterdam: Officierswoningen Marinewerf[13]
- 1882 Utrecht: Restauratie Jacobikerk[14]
- 1883 Utrecht: Restauratie Buurkerk[15]
- 1884 Utrecht: Ontwerp Remonstrantse Kerk,[16] Kromme Nieuwegracht (niet uitgevoerd)
- 1885-1888 Leidschendam: Sluiswachtershuis[17]
- 1918-1918 Utrecht: Restauratie voormalige Agnietenklooster,[18] Agnietenstraat 1

### Als Directeur Gemeentewerken Utrecht (1890-1915)
- 1890 Utrecht: Uitbreidingsplan voor het westelijk deel van Utrecht (niet uitgevoerd)
- 1891-1894 Utrecht: Academiegebouw Universiteit Utrecht[19]
- 1891-1894 Utrecht: Fruithal en Korenbeurs, Vredenburg (beide gesloopt)
- 1893-1897 Utrecht: Slachthuis, aan de rand van de wijk Ondiep langs de Amsterdamsestraatweg
- 1895 Utrecht: Molenbrug
- 1897-1901 Utrecht: ontwerp uitbreiding Slachtplaats[20]
- 1900 Utrecht: Abstederbrug
- 1900 Utrecht: Schoolgebouw en hoofd der school woning Amsterdamsestraatweg 146
- 1901 Utrecht: Electrische Centrale
- 1902 Utrecht: schoolgebouw Koekoeksplein 1A, en bijbehorende hoofd der school woning Lijsterstraat 95
- 1903-1904 Utrecht: Gemeentelijke Hogereburgerschool
- 1903 Utrecht: Begraafplaats Kovelswade (2e gemeentebegraafplaats)[21]
- 1905 Utrecht: Krommerijnbrug
- 1906 Utrecht: Stenenbrug
- 1907-1908 Utrecht: Weeg-Basculebrug over de Catharijnesingel
- 1909 Utrecht: Willemsbrug
- 1910 Utrecht: uitbreidingsplan Utrecht (niet uitgevoerd)
- 1915 Utrecht: verbouwing gebouw Azareël tot Gemeentelijke Bank van Leening, Waterstraat 51

### Geschriften
F.J. Nieuwenhuis heeft voornamelijk gepubliceerd in het Bouwkundig Weekblad, dat het officiële orgaan was van de Maatschappij tot Bevordering van de Bouwkunst. In deze vereniging was hij voorzitter van de afdeling Utrecht en lid van het hoofdbestuur. Hierbij mengde hij zich af en toe in het architectuurdebat van zijn tijd.
Op het gebied van de restauratie-ethiek was Nieuwenhuis een pragmaticus, die een tussenweg zocht tussen de twee extremen, gebouwen laten vervallen of opknappen in oude stijl.
In zijn artikel “Herstellen of vervallen” geeft Nieuwenhuis zijn visie op deze twee uitersten. In “Het oordeel van een partijdige”, schrijft Nieuwenhuis dat de grens bij een restauratie tussen wat behouden moet blijven en wat te verwijderen volgens hem moeilijk is te trekken. Het “Naschrift Universiteitsgebouw Utrecht” gaat over de stijldiscussie van het Academisch Gebouw van Utrecht. Met een relatief kalm maar scherp commentaar staat hij Gugel, Vermeijs en het Utrechtse gemeentebestuur- (en bewoners) bij. Hierbij worden de ware motieven van Van Lokhorst genoemd en wordt hij op zijn plaats gezet. Nieuwenhuis heeft hierbij nagenoeg dezelfde liberale architectuuropvatting als Gugel.
Ook heeft Nieuwenhuis losstaande publicaties op zijn naam staan, die voornamelijk over de stad Utrecht gaan.

## Publicaties, een selectie
- Nieuwenhuis F.J., Beschouwingen omtrent het aanbesteden van werken: lezing gehouden den 18 januari : 1884, Den Haag (1885)
- Nieuwenhuis F.J., Beschouwingen omtrent de toestanden en den loop van het water, om en door Utrecht: meer bepaaldelijk voor het jaar 1892 (1893)
- Nieuwenhuis F.J., De Dom te Utrecht, Den Haag: Mouton (1902)
- Nieuwenhuis F.J., De restauratie van den Domtoren te Utrecht, Utrecht : s.n. (1902)
- Nieuwenhuis F.J., Muller S., Hoog G. de, Oude huizen te Utrecht, Den Haag: Mouton (1902)
- Nieuwenhuis F.J., De Vecht, Utrecht: s.n. (1911)